# Triple Divide Peak (Lewis Range)
Triple Divide Peak je hora v Lewis Range v Montaně. Hora představuje významný hydrografický uzel severoamerického kontinentu. Na Triple Divide Peaku se stýkají rozvodnice oddělující povodí řek odvádějící své vody do Atlantského oceánu, Tichého oceánu a Severního ledového oceánu. Jedná se o jediné místo na Zemi, odkud jsou vody odváděny do tří různých oceánů. Vodní toky odvádějící vody ze svahů Triple Divide Peaku nesou příznačná jména: Pacific Creek, Atlantic Creek a Hudson Bay Creek.
Výše uvedené platí za předpokladu, že je Hudsonův záliv řazen k Severnímu ledovému oceánu. Existují totiž členění světového oceánu, kde je Hudsonův záliv řazen k Atlantskému oceánu.
Pokud by výše uvedený předpoklad neplatil, byl by oním významným hydrografickým uzlem vrchol hory Snow Dome ležící v Sir Winston Churchill Range na hranici mezi Britskou Kolumbií a Albertou.
Kolem Triple Divide Peak vede dálková turistická trasa Continental Divide Trail.